# Grand Théâtre (Lyon)
Pour les articles homonymes, voir Grand Théâtre.
Le Grand Théâtre de Lyon, commandé par le Consulat et édifié par Jacques-Germain Soufflot, est un ancien bâtiment situé à l'ancien emplacement des jardins de l'Hôtel de ville de Lyon. Inauguré en 1756, il est détruit par un incendie en 1826. Le nom de « Grand Théâtre » désigne également le bâtiment qui l'a remplacé en 1831, connu aujourd'hui sous le nom d'opéra de Lyon.

## Histoire

### Période des travaux
Les travaux se font de 1754 à 1756. Cependant, il y a eu très rapidement des soulèvements de la population pour diverses raisons : concentration de bâtiments d'importance au même endroit, excentricité du lieu par rapport au centre-ville de l'époque, suppression d'un espace vert, fondation d'un théâtre à côté d'un bâtiment religieux... Cependant, la municipalité ne se laisse pas faire et les plans de Jacques-Germain Soufflot sont validés dès le 5 mars 1754. Les travaux se font alors en deux ans, la pierre fondatrice étant posée le 17 octobre 1754. En avril 1755, c'est Antoine Michel Perrache qui réalise la façade, sous les indications de Soufflot. Il réalise aussi les sculptures, les bas-reliefs, les ornements et les festons. C'est le peintre et architecte Morand qui se charge des décorations et des machines de la salle.

### Achèvement
L'inauguration se fait le 30 août 1756, avec un prologue en vers libres, Le Réveil d’Apollon, puis Mademoiselle Clairon interprète le rôle d'Agrippine dans le Britannicus de Jean Racine, en présence de Jacques-Germain Soufflot. Le lendemain, elle joue Idamé dans L'Orphelin de la Chine de Voltaire. Des œuvres d'opéra-comique, les comédies de Beaumarchais et les tragédies de Voltaire y sont jouées. La salle, achevée, possède une excellente acoustique et peut contenir environ 2 000 personnes.
À la suite du conflit entre les Jacobins et les Modérés, le bâtiment ferme. Il rouvre après occupation par le club des Jacobins puis sera vendu comme bien national en 1796.
En 1825, la ville décide de racheter le Grand Théâtre et prévoit de l'agrandir, mais il est finalement détruit en 1826 par un incendie. Il est remplacé en 1831 par un nouvel opéra, de style néo-classique, créé par les architectes Antoine-Marie Chenavard et Jean-Marie Pollet, portant aussi le nom de Grand Théâtre.
Durant la durée des travaux, la municipalité décide de construire une salle de spectacles provisoire sur la place des Terreaux. Les architectes Frage et Falconnet édifeient un théâtre en bois et en briques en à peine trois mois. La salle est livrée le 19 mais 1827. Des spectacles sont programmés jusqu'au 31 mai 1831.

## Architecture et décors
L'édifice est de forme elliptique. La façade de l'édifice est d'inspiration classique italien, l'architecte s'étant inspiré du théâtre de Vicence de Palladio. Elle est surmontée d'une large corniche et d'une balustrade. La sculpture d’« Apollon avec deux Génies », qui dédie l’édifice à ce dieu, surmontant la façade sont dues à Antoine Michel Perrache.
Soufflot innove dans la création de son bâtiment, puisqu'il s'agit de la première salle non allongée de France. La salle, ovale, comporte trois rangées de loges et un parterre. Un quatrième rang de loges sera ajouté en 1788 à la suite des différents succès. La scène est légèrement inclinée vers les spectateurs et la machinerie se trouve en sous-sol. Le plafond a été travaillé par Joseph-Jean-Pascal Gay et peint par le décorateur Latilla.